# Toerwagen (autosport)
Een toerwagen (van het Italiaans Turismo) is een racewagen op basis van een bestaand autotype dat vrij te koop is en op de openbare weg kan rijden. Afhankelijk van de klasse waarin een toerwagen meerijdt, zijn er veel of weinig veranderingen toegelaten aan de mechanische onderdelen (motor, ophanging, versnellingsbak, remmen, banden enz.).
De reglementen inzake toegelaten wijzigingen kunnen sterk verschillen van land tot land.
Bij toerwagenraces worden de deelnemende wagens heel vaak ingedeeld in klassen, vaak volgens de cilinderinhoud van de auto's. Op die manier wordt er voor een toerwagenwedstrijd niet alleen een eindklassement opgemaakt maar zijn er ook uitslagen voor de aparte klassen. Deze laatste zijn voor de deelnemers in de lagere klassen even interessant als de uiteindelijke uitslag van de race.
Het gebeurt ook vaak dat men de wedstrijden zo spannend mogelijk probeert te maken, door dominerende wagens te belasten met extra gewicht.
Met toerwagens worden zowel korte races gehouden (sprint-races van bijvoorbeeld 30 min) alsook langeafstandsraces (6 uur, 24 uur, 500 km enz.).
Voor toerwagens bestaan er heel wat kampioenschappen, internationale maar vooral ook veel nationale kampioenschappen.

## Geschiedenis van de internationale toerwagenkampioenschappen
- European Touring Car Championship (1963 - 1988)

In 1987 werd er zowel een Europees als een Wereldkampioenschap voor toerwagens gereden. In 1988 bleef alleen het Europees Kampioenschap over. Het zou voor geruime tijd het laatste Europees Kampioenschap voor toerwagens blijven.
- Na het verdwijnen van een internationaal toerwagen kampioenschap na 1988, wonnen de nationale kampioenschappen aan belang. Het British Touring Car Championship en het Deutsche Tourenwagen Meisterschaft eisten een hoofdrol op.
- In 1993, 1994 en 1995 werd er in één wedstrijd beslist wie dat jaar de winnaar zou worden van de Touring Car World Cup. Dit gebeurde respectievelijk op de circuits van Monza, Donington Park en Paul Ricard.
- De populariteit van het Deutsche Tourenwagen Meisterschaft werd ondertussen zo groot, dat besloten werd er de internationale tour mee op te gaan. In 1995 werden er al enkele wedstrijden buiten Duitsland georganiseerd (onder andere in Helsinki en Donington Park), in 1996 zelfs buiten Europa (Japan en Brazilië) onder de naam ITC (International Touring-car Championship). Maar deze expansie betekende meteen ook het einde van de DTM. Pas in 2000 zou het herrijzen onder zijn nieuwe naam: Deutsche Tourenwagen Masters.
- Na 1996 is het internationale toerwagenracen in Europa virtueel dood. De belangrijkste nationale kampioenschappen zijn het British Touring Car Championship en het Italian Super Touring Car Championship.
- Op basis van het Italiaans Super Toerisme Wagen Kampioenschap wordt in 2000 de European Super Touring Cup opgestart.
- de FIA neemt dit kampioenschap over en vanaf het volgende jaar is er een FIA European Touring Car Championship (2001 - 2004)
- En ten slotte - nieuw vanaf 2005 - het FIA World Touring Car Championship.

## Nationale kampioenschappen
De nationale kampioenschappen met de grootste internationale uitstraling zijn:
- DTM (Deutsche Tourenwagen Masters, voorheen Deutsche Tourenwagen Meisterschaft)
- BTCC (British Touring Car Championship)
- V8 Supercars (Australië)
- Trans-Am Series (Verenigde Staten)
- Langstreckenmeisterschaft
- Nascar
- Andere nationale kampioenschappen: Italië en Spanje

### België
- Belgian GT (sinds 2008, voorheen Belcar)

Het begon als een regionaal kampioenschap, de BBL-Cup, dat in het begin van de jaren 90 zijn naam veranderde in Carglass Cup. In 1997 kreeg het de naam "Carglass Cup Belcar". Door zijn toegenomen populariteit kreeg het in 1998 de status van een nationaal kampioenschap voor uithoudingsraces onder de naam "Castrol Belcar", sinds 2002 was het officieel "Mediagroup Van Dyck Belcar" en vanaf 2008 werd de naam omgedoopt in Belgian GT.
Vanaf 2007 kwam de organisatie in handen van SRO-Belgium, voordien was Circuit Zolder de organisator. De belangrijkste wedstrijd uit dit kampioenschap is elk jaar de 24 uur van Zolder, maar er worden ook wedstrijden in het buitenland georganiseerd zoals in Assen, de Nürburgring, Zandvoort en Dijon.
- BTCS (Belgian Touring Car Series) (sinds 2004)

Tot in 2003 gaf het Procar kampioenschap - in de laatste jaren van zijn bestaan "New Procar" genoemd - de toon aan in het Belgische toerwagenracen. Dit kampioenschap volgde in het begin van de jaren 90 het Belgian Touring Car Championship op, dat al verreden werd sinds 1972.

### Nederland
- In 1963 ging men van start met het Nederlands Toerwagen Kampioenschap. Vanaf 1973 werd dit kampioenschap uitgebreid met de deelname van de krachtigere GT-wagens. Vanaf 1986 werd het hervormd tot DPCC (Dutch Production Car Championship). In 1995 ontstond het het DTCC (Dutch Touring Car Championship), dat werd georganiseerd tot 2002.
- De Dutch Supercar Challenge is op dit moment het belangrijkste GT- en toerwagen kampioenschap van Nederland. Het ontstond uit de eind jaren 90 opgerichte "Dutch Supercar Cup". Typisch aan dit kampioenschap was, dat het technisch reglement veel toeliet. Dit leidde al spoedig tot een spectaculair deelnemersveld. De populariteit van dit kampioenschap steeg dusdanig dat een meer degelijke aanpak nodig werd. In 2001 werd hier werk van gemaakt. De wedstrijden werden nog spectaculairder door verplichte pitstops en rijderswissels. Ook organisatorisch werd alles veel professioneler aangepakt met de nodige aandacht voor de omkadering en promotie naar de media toe. De DSC ging ook de internationale toer op met wedstrijden in Lausitz & de Nürburgring (Duitsland) en Spa & Zolder (België). Dit jaar staat er ook een wedstrijd in Silverstone (Groot-Brittannië) op het programma.

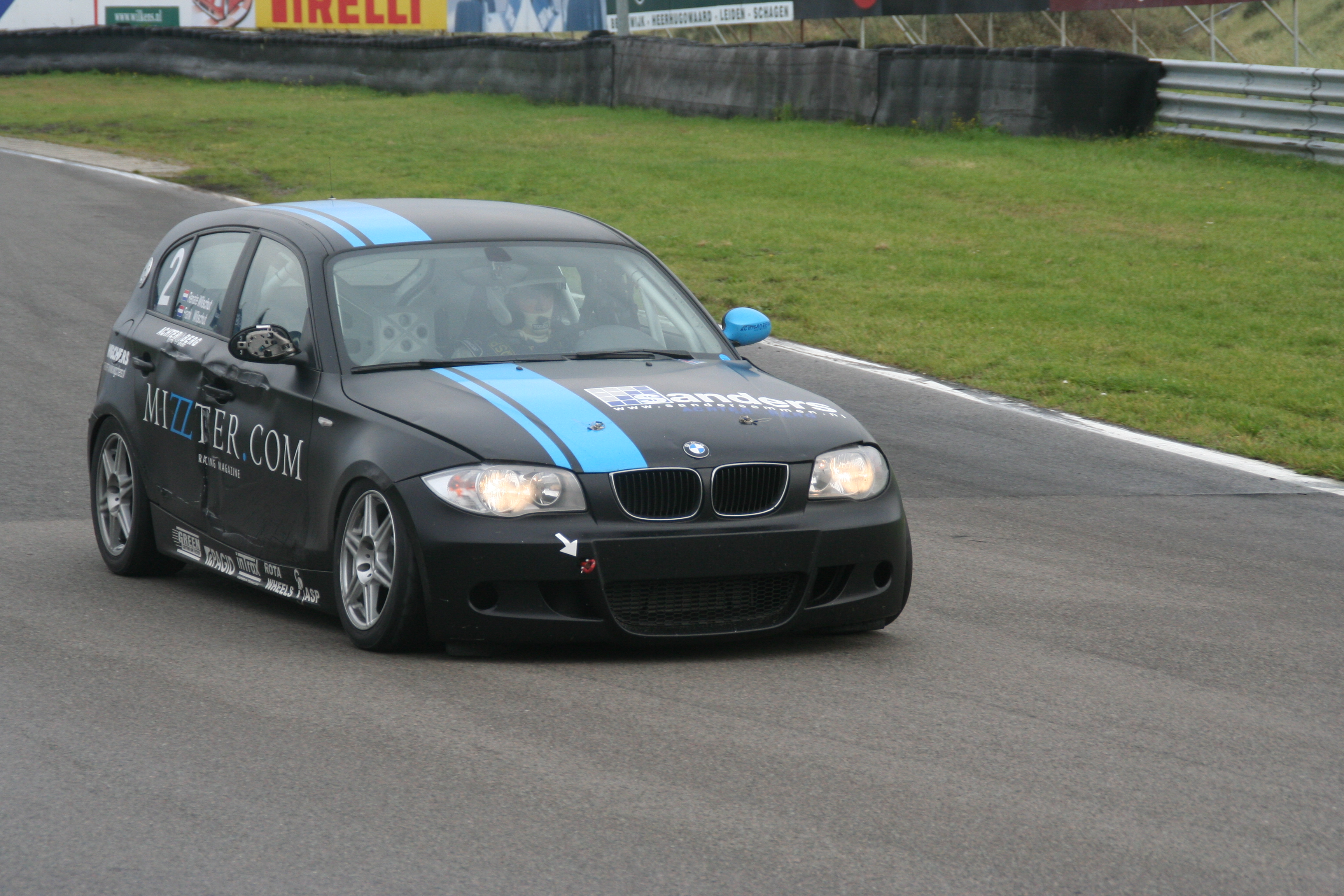
BMW 120d Toerwagen Diesel Cup

- De Toerwagen Diesel Cup is vanaf 2008 een nieuw kampioenschap binnen het Dutch Power Pack. De klasse is alleen voor auto's met een dieselmotor. Deelnemende auto's zijn: Volkswagen Golf TDI, Seat Ibiza TDI, BMW 120d, Alfa Romeo 147 en vanaf de Jubileum races doet er ook een Honda Civic mee.
- Vanaf het seizoen 2009 is er een nieuw koningsklasse in de Nederlandse autosport: het Dutch GT4 Championship.

Buiten al deze kampioenschappen bestaan er ook enkele belangrijke wedstrijden voor toerismewagens, die op zich vaak belangrijker zijn dan het kampioenschap waar ze deel van uitmaken. De voornaamste hiervan zijn:
- 24 uur van Dubai
- 24 uur van Francorchamps
- Bathurst 1000
- Sandown 500
- Macau
- 24 uur van de Nürburgring
- 24 uur van Zolder
- TT (Tourist Trophy)
- Grand Prix des Frontières in Chimay (van 1926 tot 1973)

## Merkenraces
Ten slotte is er nog een specifieke tak van de autosport, waarvan de meeste kampioenschappen ook onder de noemer "Toerismewagens" mogen worden geplaatst: de Cupraces of merkenraces. Het gaat hier om kampioenschappen, betwist door identieke wagens. Een overzicht geven is onbegonnen werk omdat er wereldwijd honderden van deze kampioenschappen worden betwist. Onder de bekendste kunnen we niettemin plaatsen:
- Porsche Supercup
- De opeenvolgende Europese merkenraces van Renault sinds de jaren zeventig: Renault 5, Renault Alpine, Renault 21, Renault Clio, Renault Sport Spider en nu de Eurocup Mégane Trophy.

Bekende merkenraces van vroeger waren onder andere:
- BMW M1 Procar (1979 - 1980)
- Ferrari-Porsche challenge (tot 2003)

### België
- Dit seizoen: Mini Challenge
- Renault Clio Cup

en vroeger:
- Renault 5 en Renault Mégane
- Ford Escort Mexico Trofee (jaren 70)

### Nederland
- A-evenementen
  - Dit seizoen: Renault Clio Cup, BRL V6, BRL Light (Benelux Racing League), BMW 130i Cup en de Suzuki Swift Cup
- B-evenementen
  - Dit seizoen:
    - DNRT: Volkswagen Endurance Cup, BMW E30 cup, Dacia Logan Cup, Seat Endurance Cup, Westfield Challenge, Caterham Academy
    - ACNN: BMW Ziengs Cup, BMW 120d Endurance Cup

en vroeger:
- VW Golf GTI
- Renault 5 Alpine
- Toyota Corolla en Toyota Starlet
- Porsche GT3 Cup Challenge (2003, Tim Coronel werd de enige kampioen)
- Citroën AX Cup
- Citroën Saxo Cup